# Родопска дружба „Рожен“
Родопска дружба „Рожен“ е организация в Асеновград с цел подпомагане културното пробуждане на Родопите и взаимното подкрепяне на членовете на дружбата.
Организацията е основана на 20 март 1927 г. от повече от 50 родопчани от Асеновград. За председател е избран най-възрастният между събралите се – Тодор Торманов. На комисия е възложено изготвянето на Устав на дружбата. Проектоуставът е приет на 13 април 1927 г. По-късно той е преработен и преутвърден от Министерския съвет на 28 септември 1938 г. Според него в организацията може да членува всеки пълнолетен родопчанин или негов родственик от двата пола, живеещ в Асеновград. Сред най-видните членове на Родопската дружба е изтъкнатият фотограф Крум Савов, който наред с финансовата помощ предоставя и ателието си за нуждите на организацията. Други известни членове са Иван Моллаиванов, Димитър Радев, Христо Даскалов и др.
През целия период на съществуването си Родопска дружба „Рожен“ работи за запазването и популяризирането на уникалния родопски фолклор и бит. Организацията преустановява дейността си през 1944 г.
Архивът на организацията се съхранява във фонд 518К в Държавен архив – Смолян. Той се състои от 12 архивни единици от периода 1927 – 1944 г.